# Kenneth D. Cameron
Kenneth Donald Cameron (* 29. November 1949 in Cleveland, Ohio) ist ein ehemaliger US-amerikanischer Astronaut. 

## Ausbildung
Kenneth Cameron erhielt 1978 einen Bachelor und 1979 einen Master in Luft- und Raumfahrttechnik vom Massachusetts Institute of Technology (MIT). Im Jahr 2002 erwarb er einen Master in Betriebswirtschaftslehre an der Michigan State University.
Er trat 1970 in das U.S. Marine Corps ein und wurde nach seiner Ausbildung für ein Jahr in den Vietnamkrieg geschickt. Nach seiner Rückkehr in die USA war er erst in North Carolina stationiert, bevor er 1972 seine Ausbildung zum Piloten in der Naval Air Station Pensacola absolvierte. Nach Stationierungen in Yuma (Arizona), Iwakuni (Japan) und am Pacific Missile Test Center in Kalifornien wurde Cameron 1982 auf der U.S. Naval Test Pilot School in Patuxent River (Maryland) zum Testpiloten ausgebildet.

## Astronautentätigkeit
Im Mai 1984 wurde Cameron von der NASA als Astronautenkandidat ausgewählt. Nach seiner Ausbildung zum Shuttlepiloten war er an der Entwicklung einer Tethered-Satellite-Nutzlast beteiligt. Er arbeitete auch im Shuttle Avionics Integration Laboratory (SAIL), er half bei Shuttle-Starts am Kennedy Space Center und war Verbindungssprecher (CAPCOM) bei den Missionen STS-28, 29, 30, 33 und  34. 1994 kam er als Director of Operations der NASA nach Moskau, wo er am Aufbau von Ausbildungsmöglichkeiten für Astronauten im Juri-Gagarin-Kosmonautentrainingszentrum mitwirkte. Er wurde in die russische Raumschifftechnik wie dem Sojus-Raumschiff und der Mir-Raumstation eingewiesen.

### STS-37
Seinen ersten Weltraumflug unternahm Cameron am 5. April 1991 als Pilot der Raumfähre Atlantis. Bei dieser Mission wurde das Gammastrahlenobservatorium CGRO ins Weltall gebracht. Da es Probleme mit der Aktivierung der Antenne gab, musste ein nicht geplanter Ausstieg ins All durchgeführt werden. Am Folgetag wurde ein weiterer, planmäßiger Weltraumausstieg durchgeführt, bei dem das Bewegen von Astronauten und Ausrüstung im Hinblick auf eine künftige Raumstation getestet wurde. Außerdem wurden verschiedene andere Experimente durchgeführt, Cameron leitete z. B. das Amateurfunkexperiment Shuttle Amateur Radio Experiment (SAREX).

### STS-56
Am 8. April 1993 startete Cameron als Kommandant der Raumfähre Discovery zu seinem zweiten Flug ins All. Die neuntägige Mission mit der Bezeichnung ATLAS-2 (Atmospheric Laboratory for Applications and Science) erforschte die Zusammenhänge im Wechselspiel zwischen Sonne und Erdatmosphäre. Mit Hilfe des Roboterarms des Shuttles wurde ein SPARTAN-Satellit, der die Sonnenkorona untersuchte, ausgesetzt und wieder eingefangen. Außerdem wurde mit Hilfe des Shuttle Amateur Radio Experiment II (SAREX II) mit der russischen Raumstation Mir und einigen Schulen auf der Erde Funkverbindung aufgenommen. Daneben wurden zahlreiche weitere Experimente durchgeführt.

### STS-74
Bei seinen dritten Flug kommandierte er im November 1995 die Raumfähre Atlantis bei ihrem Flug ins All. Dabei wurde das in Russland entwickelte und gebaute Kopplungsmodul SDM zur Raumstation Mir gebracht. Ziel der Mission war es, die Raumstation mit Versorgungsgütern zu beliefern. Auch bei dieser Mission wurde wieder eine IMAX-Kamera mitgeführt. Mit den so entstandenen Filmen konnten sich später viele Kinobesucher in aller Welt mit beeindruckenden Bildern aus dem Weltraum ein Bild vom Leben und Arbeiten auf der Station machen.

## Nach der NASA
Am 5. August 1996 schied Cameron aus der NASA aus und war danach Executive Director der Firma Hughes in Houston. Ab 1997 arbeitete er für General Motors in Schweden und danach in Detroit. Ab Oktober 2003 arbeitete er wieder als Ingenieur für Engineering & Safety Center (NESC) der NASA am Langley Research Center, ab Juni 2007 als stellvertretender Direktor für Sicherheit am NESC. Im Februar 2011 wechselte er zur Science Applications International Corporation (SAIC).

## Privates
Kenneth Cameron ist verheiratet und hat zwei Söhne.